# Gasteracantha cancriformis
Gasteracantha cancriformis ist eine Spinnenart aus der Familie der Echten Radnetzspinnen (Araneidae), die in Nord- und Zentralamerika sowie der Karibik beheimatet ist. Der Artname „cancriformis“ ist lateinisch und bedeutet übersetzt „krebsförmig“.

## Verbreitung
Das Verbreitungsgebiet erstreckt sich von Kalifornien bis Kuba und nach Süden bis Zentralamerika und umfasst außerdem einige karibische Inseln wie Jamaika oder Kuba.

## Körperbau

Schematische Darstellung der Unterseite

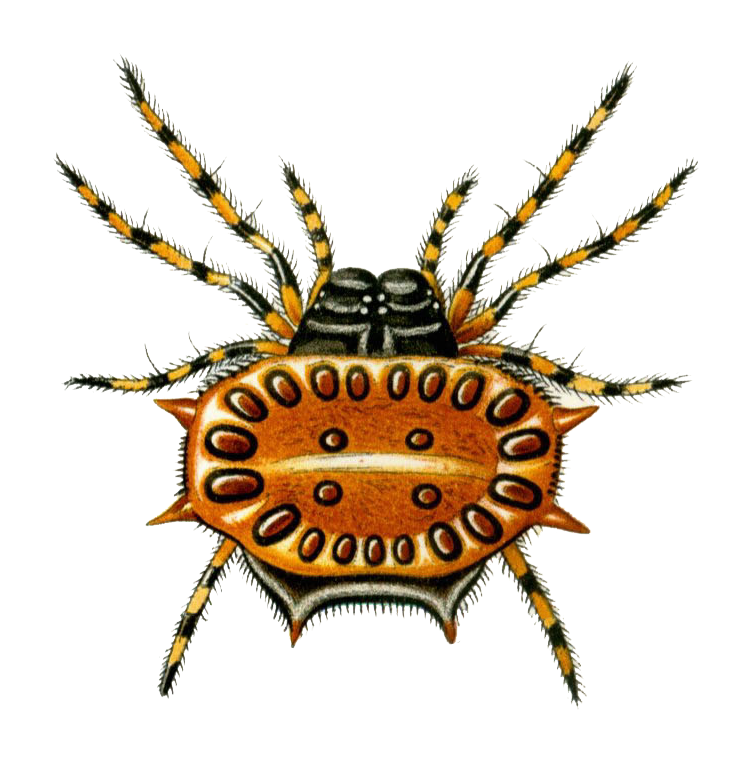
Oberseite aus Ernst Haeckels Kunstformen der Natur (1904)

Weibchen haben eine Körperlänge von 5 bis 9 mm, der Hinterleib (Opisthosoma) ist 10 bis 13 mm breit. Das Opisthosoma hat eine weiße bis orange Grundfärbung, in einigen Teilen des Verbreitungsgebiets hat es eine schwarze Grundfärbung. Es zeigt sechs stachelförmige Erhebungen, die rot oder schwarz gefärbt sind und am Rand des Opisthosomas diagonal abstehen. Die Spitzen dieser Erhebungen können zusätzlich anders, z. B. orange, gefärbt sein.
Diese Spinnenart weist eine große regionale Vielfalt von unterschiedlicher Färbungen und Stachelformen in ihrem Verbreitungsgebiet auf. Die Oberseite des Opisthosomas ist hell gefärbt von Weiß bis Orange und trägt charakteristische schwarze kraterförmige Punkte, die gespiegelt angeordnet sind. Diese Punkte sind in vier Reihen angeordnet. Vom Vorderkörper aus betrachtet hat die erste Reihe zehn Punkte, die zwei in der Mitte liegende Reihe je zwei Punkte, und im hinteren Teil des Opisthosomas gibt es wieder eine Reihe mit zehn Punkten, wobei die zwei mittleren nur noch sehr klein ausgebildet sind. Da die Schwarzfärbung der Punkte aus dem Kraterrand herausläuft, verlaufen bei einigen Exemplaren die Schwarzfärbung näher liegender Punkte teilweise ineinander. Ebenso kommen in der Mitte des Opisthosomas bei einigen Tieren weitere Schwarzfärbungen vor, die wie zusätzliche Punkte aussehen.
Wie bei vielen Spinnenarten zeigt Gasteracantha cancriformis einen ausgeprägten Geschlechtsdimorphismus: Männchen sind erheblich kleiner als die Weibchen und weisen eine Körperlänge von 2 bis 3 mm auf. Sie sind im Gegensatz zu den Weibchen nur wenig länger als breit. Das Opisthosoma hat eine graue Grundfärbung, und die Punkte sind weiß. Sie haben auch nicht dieselben Stacheln wie die Weibchen. Diese sind nur angedeutet und auch nur vier- oder fünfmal ersichtlich.

## Verhalten und Lebensweise

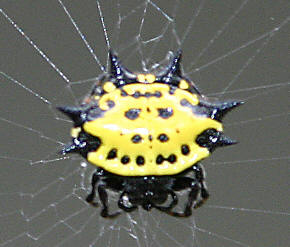
Gelbe Farbvariante

### Lebenserwartung
Die Tiere haben eine Lebenserwartung von drei Monaten (Männchen) bis zu einem Jahr (Weibchen). Männchen sterben bereits sechs Tage nach der Begattung eines Weibchens, meistens im Frühling. Das Weibchen lebt nur, bis der Kokon in den Herbst- oder Wintermonaten gefertigt wurde.

### Fortpflanzung
Die Fortpflanzung konnte noch nicht in der Natur erforscht werden, sondern nur unter Laborbedingungen. Da nur an einem Weibchen und einem Männchen geforscht wurde, kann nicht festgestellt werden, ob diese Spinnenart in der Natur polygam oder monogam lebt und sich ein Weibchen also entweder nur mit einem oder mit mehreren Männchen paart. In der Natur kommen in der Nähe des weiblichen Netzes manchmal mehrere Männchen vor.
Das Balzverhalten des Männchens besteht aus einem Trommeln auf das Netz des Weibchens mit einem Rhythmus aus vier kurzen, sich wiederholenden Schlägen. Nachdem sich das Männchen dem Weibchen genähert hat, wird es vom Weibchen mit Spinnseide festgemacht. Danach folgt der ca. 35 Minuten dauernde Paarungsvorgang. Danach bleibt das Männchen im Netz, um die Paarung noch einige Male zu wiederholen.
Der Kokon beinhaltet 100 bis 260 Eier und wird normalerweise auf der Unterseite, selten auf der Oberfläche eines Blattes in der Nähe des Netzes zusammengebaut. Zuerst spinnt das Weibchen ein loses Gewebe mit wenigen Fäden, welches mit stärkeren Fäden an die Unterseite des Blattes geheftet wird und legt ihre Eier hinein. Anschließend wird der Kokon mit weißen und gelblichen Fäden fertig gesponnen und dann mit einigen sehr festen, dunkelgrünen Fäden überzogen, die alle in dieselbe Richtung weisen. Zum Abschluss wird ein Baldachin gewoben, um den Kokon mit dem Blatt zu verbinden. Danach stirbt das Weibchen.
Die Jungtiere schlüpfen im Winter und sind nach zwei bis fünf Wochen bereits ausgewachsen und verteilen sich.

### Netzbau

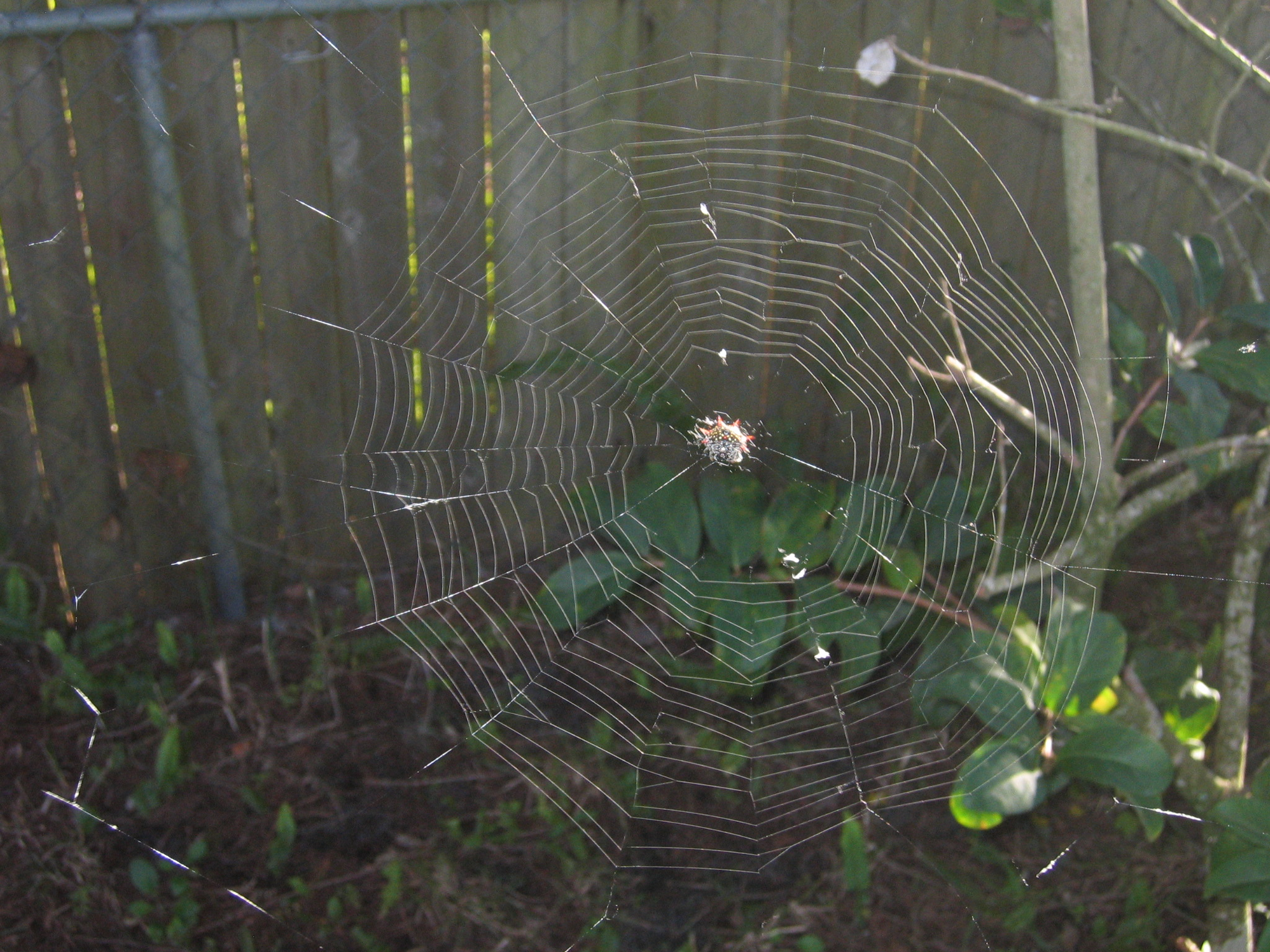
Netz von Gasteracantha cancriformis

Ein dokumentiertes Netz hatte einen Durchmesser von ungefähr 30 Zentimeter. Es wird allabendlich von Weibchen neu gesponnen und hängt normalerweise leicht geneigt zur Vertikalen. Es wird als ein symmetrisches Rad in etwa ein bis sechs Meter Höhe gebaut. Dazu spinnt das Weibchen zuerst einen Rahmen aus einem vertikalen Faden zwischen zwei sich eignenden Objekten und komplettiert ihn zu einem Dreieck. In diesem Rahmen werden radiale Fäden gesponnen, welche dann als Stütze für die konzentrischen ca. zwanzig Kreise dienen. Nach einem größeren Abstand zum innersten Kreis wird in der Mitte ein feines Netz errichtet, welches als Unterlage für die Spinne dient. Das Weibchen setzt sich auf diese Unterlage des Netzes mit dem Opisthosoma nach oben und lauert auf Beute.
Die adulten Männchen bauen keine Fangnetze, sondern hängen sich an einem Faden in die Nähe eines Weibchens. Es sind bis zu drei Männchen in der Nähe eines Weibchen gefunden worden.

### Nahrung
Als Nahrung kommen alle möglichen kleinen, fliegenden Insekten in Frage wie z. B. Taufliegen, Mottenschildläuse, Käfer und kleinere Nachtfalter.

## Synonyme
Aufgrund der unterschiedlichen Färbungen des Opisthosoma von weiß bis orange und der unterschiedlichen Stachelformen und -farben, wurde diese Spinne mehrfach unter diversen Art- und Gattungsnamen beschrieben. Levi beschrieb 1978 alle diese Namen als Synonyme für Gasteracantha  cancriformis.